# Clinton Kelly
Clinton Kelly (22 de fevereiro de 1969) é um consultor de moda americano. Apresenta um programa no canal Discovery Home & Health, What Not to Wear, junto com sua amiga, a também apresentadora Stacy London. Na mesma emissora, também apresenta o programa Love at First Swipe (no Brasil, Dicas de Imagem com Clinton Kelly) .
Há também uma versão brasileira, com Isabella Fiorentino e Arlindo Grund, no Sistema Brasileiro de Televisão (SBT). Ambos os programas possuem a mesma missão: ensinar as pessoas a se vestirem com muito elegância.

## Biografia
Clinton nasceu na Cidade do Panamá, Panamá e foi criado na cidade de Nova York. Formou-se em Comsewogue High School em 1987, e frequentou o Boston College, formando-se em 1991.
Antes de apresentar o What Not to Wear, Kelly trabalhou como escritor e editor com várias publicações em Nova York. Ele era o editor executivo do Daily News Record.
Enquanto Clinton trabalhava no Daily News Record, o What Not to Wear decidiu escolher um papel masculino e o selecionou. Depois de três testes e duas semanas, Clinton se tornou o novo co-apresentador, junto com Stacy London.
Em setembro de 2005, Clinton e Stacy escreveram o livro Vista-se Melhor: O Guia Completo para Achar o Estilo que é Certo para Você (The Complete Guide to Finding the Style That's Right for Your Body).
Em 2008, Clinton escreveu o livro Mania Fabulosa: como se Vestir, Falar, se Comportar, Comer, Beber, se Divertir, Decorar e ser Melhor que Todos (Freakin' Fabulous : how to dress, speak, behave, eat, drink, entertain, decorate, and generally be better than everyone else).